# Potní žláza
Potní žlázy (glandulae sudoriferae) jsou žlázy v kůži mnoha savců včetně člověka, které produkují pot. Ten je vypuzován myoepiteliální tkání do oblasti vlasového folikulu, a prostřednictvím vlasové pochvy se dále pot dostává na povrch.
U člověka existují dva druhy potních žláz:
- apokrinní (pachové) jsou lokalizovány v podpaží, ušních kanálcích, v okolí pohlavních orgánů a prsních bradavek. Způsobují charakteristický pach jedince.
- ekkrinní (pravé potní) žlázy na lidském těle v hojnější míře, je jich asi 2-3 miliony.[1]

Z potních žláz v oblasti prsou se pak vyvinuly mléčné žlázy. Mají je jak ženy (samice) všech savců, tak i muži (samci) některých druhů, včetně člověka, ale u mužů (člověka) jsou zakrslé, tudíž u muže pozorujeme tvorbu mléka jen zřídka (je považována za chorobnou), také termín „mužská laktace“ se v humánním lékařství nepoužívá, viz Samčí laktace.